# STARGAZER: ASTROSCOPE
《STARGAZER:ASTROSCOPE》為ASTRO首部演唱會紀錄片，在韓國為2022年10月27日上映，在日本為2022年12月23日上映，於臺灣則為2023年9月8日上映，主演為ASTRO全員。

## 簡介
內容主要分為三部分：首先為成員們在準備演唱前、彩排時的過程，再者為團員們認為ASTRO對自己而言是什麼，最後為想對十年後的自己說些什麼。

## 製作
取材自2022年演唱會：《The 3rd ASTROAD to Seoul 》的前置準備過程、一些演唱會時的片段、後臺訪問等。

## 發行
2022年10月7日透過NAVER TV、ASTRO官方YouTube發布了韓國場的預告片；2023年08月01日，臺灣發行商仲業文創，透過YouTube官方頻道，發布了臺灣場的預告片，而威秀影城則在08月04日發布，並列出上映的影城、票價、注意事項。
日本場發送隨機的特製明信片一張，給前來觀影的AROHA。
臺灣場9月11日起才開放包廳。於第一周(09/08-09/14)購買之票券，可至櫃臺免費領取A3韓國原版海報，第二周(09/15-09/21)則為電影紀念透卡，但包廳不適用。
香港場9月08日至9月10日，可於入場時獲得紀念宣傳卡一張；9月16日至9月24日，可於入場時獲得A3珍藏海報一張，皆憑票派發，一票一張。

## 迴響
原訂2023年4月30日，產賀與文彬的演唱會將會到臺灣舉辦，但因文彬的離世則被迫取消，故對不少AROHA而言，看見該場電影時直呼：「好想念文彬」。
2023年的ASTRO發生了不少事情，先是ROCKY因被爆出公費戀愛，再加上合約於同年2月28日到期，最終選擇不再續約且退出ASTRO。同年4月19日，文彬的突然離世讓不少人感到相當錯愕，故對許多AROHA而言，當看到文彬的最後身影時，則眼淚不禁潰堤了。
該部電影為ASTRO首部，也是最後一部以六人完整體出演的電影。

## 外部連結
- ASTRO的Instagram帳戶